# Stanisław Skrzydlewski
Stanisław Watta-Skrzydlewski (ur. 28 stycznia 1927 w Unisławiu, zm. 12 grudnia 1966 w Bielsku-Białej) – polski szybownik, trzeci w Polsce zdobywca Złotej Odznaki Szybowcowej z trzema diamentami, szybowcowy pilot doświadczalny I kl, pilot samolotowy I kl, instruktor lotniczy.
Lotnictwem interesował się od dziecka, a początki pierwszych kroków w lotnictwie sięgają sierpnia 1945 roku, gdy w Ośrodku Szkolnym Szybownictwa Grodziec uzyskał kategorię A pilota szybowcowego. Za niespełna rok w Goleszowie uzyskał kategorię B, a w sierpniu 1947 kategorię C. Szybko podnosił kwalifikacje: w 1948 r. uzyskał warunki do srebrnej, a w 1950 r. zdobył Złotą odznakę Szybowcową (Nr 10). W 1953 r. uzyskał  Złotą Odznakę Szybowcową z trzema diamentami jako trzeci Polak i 14 na świecie (pierwszym był Tadeusz Góra, drugim Andrzej Ziemiński).
W 1951 r. ukończył studia na Wydziale Mechanicznym Politechniki Śląskiej w Gliwicach (mgr inż. mechanik). Przez pewien czas pracował w Biurze Projektów Przemysłu Hutniczego.
W 1955 r. rozpoczął pracę jako pilot doświadczalny w Szybowcowym Zakładzie Doświadczalnym SZD w Bielsku-Białej. W czasie pracy w SZD oblatał następujące prototypy szybowców:
| Lp | Typ i nazwa    | Data       |
| -- | -------------- | ---------- |
| 1  | SZD-15 Sroka   | 25.02.1956 |
| 2  | SZD-19 Zefir   | 31.12.1958 |
| 3  | SZD-25 Lis     | 05.03.1960 |
| 4  | SZD-19 Zefir 2 | 11.03.1960 |
| 5  | SZD-21 Kobuz 1 | 03.06.1961 |
| 6  | SZD-21 Kobuz 2 | 27.08.1961 |
| 7  | SZD-21 Kobuz 3 | 10.12.1964 |
| 8  | SZD-29 Zefir 3 | 26.04.1965 |
| 9  | SZD-32 Foka 5  | 29.11.1966 |

W latach 1946–1966 latał na niemal wszystkich (poza bezogonowcami SZD-6 Nietoperz i SZD-20 Wampir 2) szybowcach w Polsce. Od 1956 r. kierownik działu prób w locie SZD.
Startował w latach 1948-1957 w licznych zawodach szybowcowych w Polsce, zdobywając czołowe miejsca. Otrzymał tytuł mistrza sportu w szybownictwie (nr 16).
Zapoczątkował nowoczesne metody badania szybowców w locie, tj. wielokanałowy oscylograf do rejestracji parametrów lotu, wleczoną kamerę oraz magnetofon i łączność radiową.
W dn. 06.11.1956 r. został członkiem Komisji Restytucyjnej Aeroklubu PRL, a w grudniu 1956 r. został wiceprzewodniczącym Aeroklubu na lata 1957-1959.
Brał  udział w promocji polskiego szybownictwa i polskich szybowców za granicą. W 1955 r. był organizatorem i kierownikiem 6 osobowej wyprawy szybowcowej do Indii, w 1960 r. i 1962 r. przebywał w Anglii, w 1961 r. w Holandii oraz w 1964 r. w Turcji.
Do przedwczesnej śmierci wylatał 2134 godziny, z czego 522 godziny na samolotach.
Zginął śmiercią lotnika w katastrofie lotniczej - podczas badań korkociągu z przednim położeniem środka ciężkości - na skutek zablokowania się lotki w położeniu wychylonym - w szybowcu SZD-30 Pirat (o znakach rejestracyjnych SP-2502, nr fabr. W-289) w dn. 12 grudnia 1966 roku. Wyjaśnieniem problemu niewyjścia szybowca z korkociągu zajął się inż. Stanisław Wielgus, szczęśliwie wyskakując ze szczątków rozsypującego się szybowca i stwierdzając zablokowanie toru sterowania lotkami.
W miejscu katastrofy Stanisława Skrzydlewskiego jest głaz z tablicą pamiątkową. Został pochowany w Katowicach na cmentarzu przy ul. Francuskiej.
Odznaczony Srebrnym Krzyżem Zasługi oraz odznaką Zasłużonego Działacza Lotnictwa Sportowego.
W Bielsku-Białej jedna z ulic jest nazwana jego imieniem.